# Sicko Mode
"Sicko Mode" (estilizado com letras maiúsculas) é uma canção do rapper norte-americano Travis Scott. Foi lançada no dia a 3 de Agosto de 2018 pela distribuidora fonográfica Epic Records como o segundo single do seu segundo álbum de estúdio, Astroworld. Embora não creditados, os artistas Drake, Swae Lee e Big Hawk também cantam na faixa. Tornou-se no primeiro trabalho de Scott a alcançar a primeira posição da tabela musical oficial de canções dos EUA.
"Sicko Mode" contém uma amostra de "Gimme the Loot", composta por Christopher Wallace e Osten Harvey e interpretada por The Notorious B.I.G., e ainda uma interpolação de "I Wanna Rock", composta e interpretada por Luke.

## Desempenho nas tabelas musicais
"Sicko Mode" estreou no quarto posto da tabela Billboard Hot 100 nos Estados Unidos. Após o lançamento do seu vídeo musical, subiu para o segundo posto, sendo impedida de alcançar o topo por "Girls Like You", da banda Maroon 5 com participação de Cardi B, e mais tarde por "Thank U, Next", de Ariana Grande. Na semana de 8 de Dezembro de 2018 finalmente conseguiu atingir a primeira posição da tabela, tornando-se na primeira vez que Scott consegue tal feito, parcialmente ajudado pelo sucesso do remix produzido por Skrillex. Ademais, tornou-se também no seu primeiro single a alcançar o topo da tabela Radio Songs.
| País — Tabela musical (2018–19)                                      | Posição de pico |
| -------------------------------------------------------------------- | --------------- |
| Argentina — Hot 100                                                  | 87              |
| Austrália — ARIA Top 100 Singles Chart                               | 7               |
| Áustria — Ö3 Austria Top 40 Singles                                  | 30              |
| Bélgica (Flandres) — Ultratop 50 Singles                             | 4               |
| Bélgica (Valónia) — Ultratop 50 Singles                              | 20              |
| Canadá — Hot 100 (Billboard)                                         | 3               |
| Dinamarca — Singles Top-40 (Hitlisten)                               | 19              |
| França — Top Singles (Syndicat National de l'Édition Phonographique) | 80              |
| Alemanha — Top 100 Singles (GfK Entertainment Charts)                | 43              |
| Hungria — Stream Top 40 (Magyar Hanglemezkiadók Szövetsége)          | 23              |
| Irlanda — Singles Chart (Irish Recorded Music Association)           | 11              |
| Itália — Top Singoli (Federazione Industria Musicale Italiana)       | 41              |
| Países Baixos — Nederlandse Top 40 (Stichting Nederlandse Top 40)    | 35              |
| Nova Zelândia — Top 40 Singles Chart (Recorded Music NZ)             | 7               |
| Noruega — Topp 40 Singles (VG-lista)                                 | 22              |
| Portugal — Top 100 Singles (Associação Fonográfica Portuguesa)       | 12              |
| Escócia — Singles Chart (The Official Charts Company)                | 52              |
| Suécia — Singles Top 100 (Sverigetopplistan)                         | 29              |
| Suíça — Singles Top 75 (Schweizer Hitparade)                         | 17              |
| Reino Unido — Singles Chart Top 100 (The Official Charts Company)    | 9               |
| Reino Unido — R&B Singles Chart Top 40 (The Official Charts Company) | 2               |
| Estados Unidos — Billboard Hot 100                                   | 1               |
| Estados Unidos — Hot Dance Club Songs (Billboard)                    | 54              |
| Estados Unidos — Hot R&B/Hip-Hop Songs (Billboard)                   | 1               |
| Estados Unidos — Mainstream Top 40 (Billboard)                       | 14              |
| Estados Unidos — Rhythmic Songs (Billboard)                          | 1               |

Tabelas de fim-de-ano
| País — Tabela musical (2018)                               | Posição |
| ---------------------------------------------------------- | ------- |
| Austrália — ARIA Top 100 Singles Chart                     | 48      |
| Canadá — Canadian Hot 100 (Billboard)                      | 51      |
| Estónia — Federação Internacional da Indústria Fonográfica | 91      |
| Reino Unido — Singles Chart (The Official Charts Company)  | 94      |
| Estados Unidos — Billboard Hot 100                         | 42      |
| Estados Unidos — Hot R&B/Hip-Hop Songs (Billboard)         | 21      |

### Certificações e vendas
| Região — Associação (Vendas)      | Certificação |
| --------------------------------- | ------------ |
| Austrália — ARIA (70 mil)         | 3x Platina   |
| Canadá — Music Canada (200 mil)   | 2x Platina   |
| Itália — FIMI (25 mil)            | Ouro         |
| Nova Zelândia — RMNZ (15 mil)     | Ouro         |
| Reino Unido — BPI (600 mil)       | Ouro         |
| Suécia — GLF (20 mil)             | Ouro         |
| Estados Unidos — RIAA (3 milhões) | 3x Platina   |

## Créditos
Os créditos seguintes foram adaptados do encarte do álbum Astroworld.
- Travis Scott — vocais principais
- Drake — vocais
- Swae Lee — vocais adicionais
- Big Hawk — vocais adicionais
- Rogét Chahayed — produção e arranjos
- Hit-Boy — produção e arranjos
- OZ — produção e arranjos
- Cubeatz — produção e arranjos
- Tay Keith — produção e arranjos
- Mike Dean — assistência de produção e arranjos

## Histórico de lançamento
| Região         | Data                   | Formato                                 | Versão            | Distribuidora fonográfica       | Ref.   |
| -------------- | ---------------------- | --------------------------------------- | ----------------- | ------------------------------- | ------ |
| Estados Unidos | 21 de Agosto de 2018   | Estações de rádio rhythmic contemporary | Original          | Grand Hustle, Epic, Cactus Jack | [ 52 ] |
| Estados Unidos | 21 de Agosto de 2018   | Estações de rádio Urban contemporary    | Original          | Grand Hustle, Epic, Cactus Jack | [ 53 ] |
| Várias         | 28 de Novembro de 2018 | Download digital                        | Remix de Skrillex | Grand Hustle, Epic, Cactus Jack | [ 54 ] |